# 弗蘭克 (北卡羅萊納州)
弗蘭克（英語：Frank）是位於美國北卡羅萊納州埃弗里縣的非建制地區。

## 歷史
弗蘭克的郵局於1884年設立，其後於1990年停運。

## 地理
弗蘭克所處的海拔為高於海平面909米（即2982英呎），而該地所採用的時區為UTC-5，即北美东部时区（EST）。同時該地設有夏令時間，為UTC-5調快一小時，即UTC-4（EDT）。